# Nicola Loda
Nicola Loda, né le 27 juillet 1971 à Brescia, est un ancien coureur cycliste italien.

## Biographie
Nicola Loda passe professionnel en 1994 dans l'équipe MG Maglificio de Giancarlo Ferretti. Il en est l'un des bons sprinters, derrière Fabio Baldato ; on le voit ainsi placé sur certains sprints massifs du Tour de France 1997. Après quatre saisons dans cette formation, il s'engage avec Ballan. Il remporte sa première victoire professionnelle en 1999 sur le Tour du Danemark. Cette même année, il est interdit de départ au Tour d'Italie en raison d'un hématocrite supérieur à 50 %.
En 2000, Nicola Loda rejoint la nouvelle équipe de Ferretti, Fassa Bortolo, en compagnie de plusieurs de ses coéquipiers. Il y assiste les sprinters de l'équipe Dimitri Konyshev, vainqueur du classement par points du Giro 2000, et surtout Alessandro Petacchi qui se révèle au plus haut niveau cette année-là. Loda passe quatre saisons aux côtés d'« Ale Jet ». Quittant la Fassa pour Tenax en 2004, puis Liquigas, il prend sa retraite sportive en 2006

## Palmarès

### Palmarès amateur
- 1989
  - 2e du Tour du Pays de Vaud
  - 3e du championnat d'Italie sur route juniors
- 1990
  - 100 Km. di Nuvolato
- 1991
  - Coppa Caduti di Reda
- 1992
  - Giro delle Valli Aretine
  - Circuito Valle del Liri
- 1993
  - Trophée de la ville de Castelfidardo
  - 3e du Grand Prix de l'industrie, du commerce et de l'artisanat de Carnago
  - 3e du Trofeo Banca Popolare di Vicenza

### Palmarès professionnel
- 1999
  - 1re étape du Tour du Danemark
  - 3e du Regio-Tour
- 2000
  - Dekra Open Stuttgart :
    - Classement général
    - 1re étape

  - 2e étape du Tour de Luxembourg
  - 2e étape du Grand Prix du Midi libre
  - 3e du Tour de Luxembourg
- 2002
  - 1re étape du Giro Riviera Ligure Ponente
- 2003
  - 2e étape du Tour de Luxembourg

## Résultats sur les grands tours

### Tour de France
5 participations
- 1995 : 100e
- 1997 : 110e
- 2001 : 99e
- 2002 : 121e
- 2003 : abandon (8e étape)

### Tour d'Italie
5 participations
- 1995 : 90e
- 1996 : 56e
- 1997 : 44e
- 1998 : 46e
- 2004 : 74e

### Tour d'Espagne
3 participations
- 1996 : abandon
- 2000 : 97e
- 2002 : 88e